# 5 złotych wzór 1934 Józef Piłsudski
5 złotych wzór 1934 Józef Piłsudski – moneta pięciozłotowa, bita w srebrze, wprowadzona do obiegu 5 grudnia 1934 r. rozporządzeniem Ministra Skarbu z dnia 24 listopada 1934 r. (Dz.U. z 1934 r. nr 105, poz. 939), wycofana na podstawie rozporządzenia ministrów gospodarki, finansów i spraw wewnętrznych Rzeszy wydanego 22 listopada 1939 r. w okresie Generalnego Gubernatorstwa, według którego monety bite w srebrze w okresie II Rzeczypospolitej należało obowiązkowo wymieniać na pieniądze papierowe.
W niektórych opracowaniach z początku XXI w. jako data wprowadzenia pięciozłotówki do obiegu podawany był 14 grudnia 1934 r, jednak w późniejszych tego samego autora – 5 grudnia 1934 r.
Monetę bito z datami rocznymi: 1934–1936 oraz 1938.

## Awers
W centralnym punkcie umieszczono godło – orła w koronie, poniżej rok bicia, dookoła napis „RZECZPOSPOLITA POLSKA”, a na dole napis „5 ZŁOTYCH 5”.

## Rewers
Na tej stronie monety umieszczono lewy profil marszałka Józefa Piłsudskiego, u dołu, z lewej strony, poniżej brody, herb Kościesza – znak Mennicy Państwowej w Warszawie, a wzdłuż obrzeża pod profilem słabo widoczne, niemal nieczytelne nazwisko projektanta.

## Nakład
Monetę bito w srebrze próby 750, na krążku o średnicy 28 mm, masie 11 gramów, z rantem ząbkowanym, według projektu Stanisława Ostrowskiego w mennicy w Warszawie. Nakłady monety w poszczególnych rocznikach przedstawiały się następująco:
| Rocznik        | Rewers          | Nakład (sztuk) | Zdjęcie |
| -------------- | --------------- | -------------- | ------- |
| 5 złotych 1934 | Józef Piłsudski | 6 510 000      |         |
| 5 złotych 1935 | Józef Piłsudski | 1 800 000      |         |
| 5 złotych 1936 | Józef Piłsudski | 1 000 000      |         |
| 5 złotych 1938 | Józef Piłsudski | 289 000        |         |

Nakład rocznika 1934 cytowany za literaturą tematu w rzeczywistości może być jednak mniejszy. W sprawozdaniach Mennicy Państwowej podano jedynie, że w roku 1934 wybito 7 060 000 sztuk trzech typów pięciozłotówek:
- Polonia,
- Józef Piłsudski oraz
- Józef Piłsudski-Orzeł Strzelecki.

Częstość występowania na rynku kolekcjonerskim pięciozłotówki Polonia z 1934 roku może sugerować, że została ona wybita w większej liczbie egzemplarzy niż opisywane jest to dotychczas w katalogach, a to w konsekwencji oznaczałoby mniejszy nakład monety 5 złotych 1934 Józef Piłsudski.

## Opis
Moneta została wprowadzona do obiegu w sześćdziesiątą siódmą rocznicę urodzin marszałka Józefa Piłsudskiego.
Pięciozłotówkę bito na podstawie rozporządzenia Prezydenta Rzeczypospolitej Polskiej z 27 sierpnia 1932 r. o zmianie niektórych postanowień rozporządzenia Prezydenta Rzeczypospolitej z dnia 5 listopada 1927 r., definiującego parametry monet:  2, 5, 10 złotych bitych w srebrze próby 750 i masie 2,2 grama przypadających na 1 złoty (Dz.U. z 1932 r. nr 74, poz. 668).
Godło na monecie jest zgodne ze wzorem Godła Rzeczypospolitej Polskiej wprowadzonym 13 grudnia 1927 r. (Dz.U. z 1927 r. nr 115, poz. 980).
Według identycznego wzoru były bite monety obiegowe 2 i 10 złotych.
W Mennicy Państwowej w Warszawie w 1988 r., z okazji 70. rocznicy odzyskania niepodległości, wybito, kwadratowe klipy pamiątkowe z monetą 5 złotych 1934 Józef Piłsudski, stylizowane w znacznym stopniu na przedwojennej klipie 10 złotych 1934 Józef Piłsudski-Orzeł Strzelecki. Klipy te wybito w srebrze próby 999 w dwóch wersjach, ze znakiem mennicy (MW) na rewersie i bez znaku, w nakładach 1250 oraz 2100 sztuk odpowiednio.

## Wersje próbne
Według niektórych katalogów dla pięciozłotówki wzór 1934 nie istnieją żadne wersje próbne monety. Nieliczne prace podają istnienie monety 5 złotych wzór 1934 Józef Piłsudski wybitej w nakładzie 100 sztuk stemplem polerowanym (lustrzanym).